# الزئير التكتيكي
'الزئير التكتيكي' (بالإنجليزية: Tactical Roar ؛ باليابانية: 名探偵コナン، تاكوتيكارو روار) هو مسلسل أنمي ياباني تلفزيوني من إنتاج استوديو آكتيس، تدور أحداثه في المستقبل القريب، المسلسل يدور حول طاقم سفينة حربية تجارية من الفتيات، يطلق عليها (باسكال ماغي).
المسلسل مزيج بين القتال الحقيقي، والتآمر السياسي، والرومانسية الخفيفة، والكوميديا. يحاول في المسلسل المستضعفون اثبات جدارتهم أمام الأعداء الذين يفوقونهم قوة، وأيضاً أمام الحلفاء المتعجرفين.

## القصة
في المستقبل القريب، تظهر عاصفة استوائية في المحيط الهادي، والتي أدت إلى سلسلة تغيرات مناخية حول العالم. تلك العاصفة، والتي أطلق عليها الناس بـ (الزئير الكبير) كانت مستقرة لأكثر من 50 عاماً. التغيرات المناخية جعلت التنقل الجوي والسفر بالطائرات أقل موثوقية، لذا بدأ الناس يعودون لما كانوا عليه سابقاً والعودلة للسفر عن طريق السفن والبحار خاصة في منطقةِ آسيا. ولكن مع عودة التنقل بالبحار عادت القراصنة للسرقة وظهر الإرهاب البحري من جديد مما جعل العديد من الشركات العالمية الكبيرة تضطر لتسليح انفسها بقوات من الأمن البحري الخاص.
في بداية المسلسل يعمل مُهندس النُظم هيوسكي ناغيميا (بالإنجليزية:Hyōsuke Nagimiya) في طاقم سفينة (باسكال ماغي) كأحد الملاحين. يدخل المهندس في عدد من النزاعات على المنصب قبل أن يعين كمهندس للبرمجيات في السفينة ليبدأ بتطوير النظم الموجودة بها. لاحقاً يلتقى المهندس بقائدة السفينة ميساكي ناهانا (بالإنجليزية:Misaki Nanaha) والتي تكون أخته غير الشقيقة، والتي تعامله كالغريب.
خلال عمله في الطاقم تستعد السفينة للقتال، وحين قتالها بدأ هيوسكي ناغيميا (بالإنجليزية:Hyōsuke Nagimiya) بفهم طبيعة السفينة وطاقمها وتوطيد العلاقات معهم في لحظة القتال.

## شخصيات المسلسل
| اسم الشخصية                        | مؤدي الصوت                           | الدور |
| ---------------------------------- | ------------------------------------ | --- |
| هيوسكي ناغيميا Hyōsuke Nagimiya    | هيسايوشي سوغانوما Hisayoshi Suganuma | أستقدم للسفينة لتطوير أجهزة الكمبيوتر فيها، يطلق على القائدة (نانا-ني) بما انهما نشئا سويتاً، لكنه يراها كامرأة أكثر من كونها اختا غير شقيقة.                                              |
| ميساكي ناهانا Misaki Nanaha        | ماي ناكاهارا Mai Nakahara            | قائدة السفينة ولديها مواقف مهنية مميزة، تهتم كثيراً بطاقمها ومن الممكن ان تبكي كثيراً في حال وضعوا في موقف خطر، ترى هيسوكي كأخ أصغر بما أنهما أقارب، لكنها تفكر لاحقاً ما إذا كانت معجبه به. |
| تسوبسا واتاتسوما Tsubasa Watatsumi | ميكاكو تاكاهاشي Mikako Takahashi     | ربانة السفينة وتبدوا أنها تكره الرجال، ولكن لاحقاً بدأت تعجب بهيوسكي ومن ثم تعترف له بذلك.                                                                                                 |
| سانغو فوكامي Sango Fukami          | كانا إيدا Kana Ueda                  | إحدى قادة السفينة، لديها تخيلات شاذة، تعمل بالسفينة كقائدة لغرفة الماكينات ولديها أصدقاء مقربون كثيراً.                                                                                    |
| ميهارو كايري Miharu Kairi          | يوميكو كوباياشي Yumiko Kobayashi     | فتاة ذكية وشابة، تقوم بتطوير نظام المعركة المتنقل في السفينة، بدأت معجبة بهيسوكي من أول مرة رأته بها.                                                                                     |
| مناتسو أكويا Manatsu Akoya         | كوميكو هيغا Kumiko Higa              | التوأم الآخر للأخت ماتشو وجندية متخصصة في المدفعية في السفينة، تحب مخادة الناس ومقاتلتهم.                                                                                                 |
| ماتشو أكوريا Mashū Akoya           | ساتومي آراي Satomi Arai              | التوأم الآخر للأخت مناتسو وجندية متخصصة في المدفعية أيضاً، هي وشقيقتها تحبان مخادعة الناس ومقاتلتهم.                                                                                       |
| ميتوري شيمابرا Mitori Shimabara    | جنكو ميناغاوا Junko Minagawa         | ممرضة السفينة، طيبةٌ جداً وصديقة للجميع ودائماً ما تحب المغازلة في كلامها، خاصة مع هيسوكي على الرغم من أنها متزوجة.                                                                          |
| تانيا ل. كوجيما Tanya L. Kojima    | كايا مياكي Kaya Miyake               | نائبة قائد السفينة ومخلصة جداً للقائد وهو أكثر صديقاً من كونه قائداً. ذهبوا هم أيضاً سويتاً إلى الأكاديميه البحرية.                                                                            |
| كليو آغواناوت Clio Aquanaut        | ريو ناتسوكي Rio Natsuki              | فتاة سحاقية، تحب مضايقة والتغزل بهيسوكي وكذلك مع أي شخص آخر، هي أيضاً رئيسة الأسلحة. |
| ليمالا هاماغوشي Lemala Hamaguchi   | دايكي ناكامورا Daiki Nakamura        | مراقب السفينة من شركة هارو-نيكو (بالإنجليزية:Haru-Nico) التي تملك السفينة، دائماً ما يطلق انتقادات على طاقم وقائد السفينة.                                                                 |
| كونيو أوكاماشي Kunio Okamachi      | كينجي نومورا Kenji Nomura            | - |

## روابط
- http://www.tactical-roar.com

## روابط خارجية
- الزئير التكتيكي على موقع قاعدة بيانات الفيلم (الإنجليزية)
- الزئير التكتيكي على موقع ANN anime (الإنجليزية)